# Mykola Byčok
Mykola Petrovič Byčok (ukrajinsky Микола Бичок; * 13. února 1980, Ternopil) je ukrajinský řeholník, biskup ukrajinské řeckokatolické církve, eparcha melbournský a kardinál.

## Kardinálská kreace
V neděli 6. října 2024 papež František oznámil, že na 8. prosince 2024 svolá konzistoř, v níž bude jmenovat 21 nových kardinálů a mezi nimi také Mons. Byčoka. Později bylo datum změněno na 7. prosince. Od tohoto data se Byčok stal (v současnosti nejmladším) členem kardinálského sboru.